# Rada MČ Praha 8
Rada městské části Praha 8 (RMČP8) je volena Zastupitelstvem městské části Praha 8. Má obvykle 7-9 členů, mezi něž patří starosta, místostarostové a radní. Schůze rady jsou na rozdíl od schůzí zastupitelstva neveřejné. O průběhu schůze se pořizuje zápis, do kterého má každý občan právo nahlédnout.
Rada je výkonným orgánem zastupitelstva, zabezpečuje hospodaření městské části podle rozpočtu schváleného zastupitelstvem a rozhoduje o rozdělování dotací do určité výše.

## Seznam starostů MČ Praha 8
| č. | Portrét | Jméno                | Strana | Strana | Začátek a konec v úřadu | Začátek a konec v úřadu | Poznámka |
| -- | ------- | -------------------- | ------ | ------ | ----------------------- | ----------------------- | --- |
| 1. |         | Jaroslav Bumbálek    |        | OF     | duben 1990              | 1991 (rezignoval)       | |
| 2. |         | Vladimír Novák       |        | ODS    | 1991                    | 1994                    | |
| 3. |         | Mgr. Václav Vomáčka  |        | ODS    | 1994                    | 1998                    | Rada Václava Vomáčky |
| 4. |         | JUDr. Václav Musílek |        | ODS    | 1998                    | 29. 11. 2000            | Rada Václava Musílka |
| 5. |         | Josef Nosek          |        | ODS    | 29. 11. 2000            | 23. 2. 2011             | 1. Rada Josefa Noska (2000–2002) 2. Rada Josefa Noska (2002–2006) 3. Rada Josefa Noska (2006–2010) 4. Rada Josefa Noska (2010–2011) |
| 6. |         | Ing. Jiří Janků      |        | ODS    | 23. 2. 2011             | 26. 11. 2014            | Rada Jiřího Janků |
| 7. |         | Roman Petrus         |        | ČSSD   | 26. 11. 2014            | 14. 11. 2018            | Rada Romana Petruse |
| 8. |         | Ondřej Gros          |        | ODS    | 14. 11. 2018            | dosud                   | 1. Rada Ondřeje Grose (2018–2022) 2. Rada Ondřeje Grose (2022–2026)                                                                 |

## Volební období 1994–1998 / Rada Václava Vomáčky
- starosta: Václav Vomáčka (ODS)
- radní: Alena Palečková (ODS)

## Volební období 1998–2002
Koalici tvořili zástupci ODS a ČSSD.

### 1998–11/2000 / Rada Václava Musílka
- starosta: Václav Musílek (ODS) / (odvolán 11/2000)[1]
- místostarostka: Terezie Holovská (ODS) / gesce: školství (rezignovala 9/2000)[2]
- místostarosta: Jan Lukavský (ODS)
- radní: Jiří Reiner (ČSSD)

### 11/2000–2002 / Rada Josefa Noska
- starosta: Josef Nosek (ODS)[3]
- místostarosta: Jan Lukavský (ODS)

## Volební období 2002–2006 / Rada Josefa Noska
Koalici tvořili zástupci ODS a ČSSD.
- starosta: Josef Nosek (ODS) / gesce: bezpečnost a veřejný pořádek, finance, územní rozvoj, výkon státní správy, styk s veřejností a noviny městské části „Osmička“, životní prostředí
- místostarosta: Jan Lukavský (ODS) / gesce: správa a hospodaření s obecním majetkem svěřeným do správy MČ, zadávání veřejných zakázek
- místostarostka: Soňa Teplá (ČSSD) / gesce: školství
- místostarostka: Věra Hrdinová (ODS) / gesce: zdravotnictví, sociální problematika, doprava
- radní: Michal Kindl (ODS) / gesce: informatika
- radní: Roman Petrus (ČSSD) / gesce: kultura (do 2004)
- radní: Martin Roubíček (ODS)
- radní: Radovan Šteiner (ODS)
- radní: Karel Zemek (ČSSD)

## Volební období 2006–2010 / Rada Josefa Noska
V Radě zasedli zástupci ODS.
- starosta: Josef Nosek (ODS)
- místostarostka: Vladimíra Ludková (ODS) / gesce: zdravotnictví, sociální problematika a kultura
- místostarosta: Martin Roubíček (ODS) / gesce: obecní majetek a školství
- místostarosta: Michal Kindl (ODS) / gesce: finance, doprava a informatika (odvolán 12/2007)[6]
  - místostarosta: Josef Vokál (ODS) / gesce: životní prostředí, doprava (od 12/2007)[7]
- radní (neuvolněný): Tomáš Mrázek (ODS) / gesce: doprava
- radní: Radovan Šteiner (ODS)
- radní: Tomáš Chvála (ODS) / gesce: majetek (odvolán 12/2007)[6]
  - radní: Josef Penk (ODS) / gesce: finance (od 12/2007)[8]

- předseda kontrolního výboru: Roman Petrus (ČSSD)

## Volební období 2010–2014
Původně měla vzniknout koalice ODS a ČSSD. Těsně před podpisem koaliční smlouvy se ale ODS domluvila na spolupráci s TOP 09.
Koalici tak celé volební období tvořili zástupci ODS a TOP 09. V prosinci 2012 do koalice vstoupila Volba pro Prahu 8.

### 11/2010–2/2011 / Rada Josefa Noska
- starosta: Josef Nosek (ODS) / gesce: bezpečnost a veřejný pořádek, územní rozvoj, výkon správní správy, styk s veřejností
- 1. místostarosta: Michal Šustr (TOP 09) / gesce: finance, evropské fondy, správa a hospodaření s obecními byty v domech svěřených do správy MČ
- místostarostka: Vladimíra Ludková (ODS) / gesce: zdravotnictví a sociální služby, kultura
- místostarosta: Ondřej Gros (ODS) / gesce: správa a hospodaření s obecním majetkem (kromě bytů) svěřeným do správy MČ
- radní: Markéta Adamová (TOP 09) / gesce: sociální oblast, protidrogová prevence
- radní: Matěj Fichtner (TOP 09) / gesce: doprava, zmocněnec pro řešení problematiky Paláce Svět
- radní: Jiří Janků (ODS) / gesce: životní prostředí, IT
- radní: Martin Roubíček (ODS) / gesce: školství
- radní (neuvolněný): Vladislav Černý (TOP 09)

### 2/2011–11/2014 / Rada Jiřího Janků
- starosta: Jiří Janků (ODS) / gesce: životní prostředí, IT[13]

- 1. místostarosta: Michal Šustr (TOP 09) / gesce: finance, evropské fondy, správa a hospodaření s obecními byty v domech svěřených do správy MČ (rezignoval 2/2012)
  - 1. místostarosta: Michal Švarc (TOP 09) / gesce: finance, evropské fondy, správa a hospodaření s obecními byty v domech svěřených do správy MČ (od 2/2012)[14]

- místostarostka: Vladimíra Ludková (ODS) / gesce: zdravotnictví a sociální služby, kultura
- místostarosta: Ondřej Gros (ODS) / gesce: správa a hospodaření s obecním majetkem (kromě bytů) svěřeným do správy MČ
- radní: Markéta Adamová (TOP 09) / gesce: sociální oblast, protidrogová prevence
- radní: Matěj Fichtner (TOP 09) / gesce: doprava, zmocněnec pro řešení problematiky Paláce Svět (rezignoval 5/2012)[15]
  - radní: Tomáš Slabihoudek (TOP 09) / gesce: hospodaření s obecními byty, zmocněncem pro řešení problematiky Paláce Svět (od 5/2012)[16]

- radní (neuvolněný): Josef Nosek (ODS) / gesce: bezpečnost a veřejný pořádek, územní rozvoj, výkon správní správy, styk s veřejností (do 2/2013)
  - radní: Václav Musílek (Volba pro Prahu 8) / gesce: bezpečnost, veřejný pořádek (od 2/2013)[12][17]

- radní: Martin Roubíček (ODS) / gesce: školství
- radní (neuvolněný): Vladislav Černý (TOP 09) / (rezignoval 12/2012)[18]
  - radní: Dana Herta Kvačková (TOP 09)[17]

- předseda kontrolního výboru: Cyril Čapka (KSČM)

- předseda finančního výboru: Pavel Penk (ODS)

## Volební období 2014–2018 / Rada Romana Petruse
Menšinovou radu tvořili zástupci ANO, ČSSD a Strany zelených. Její vznik umožnilo KSČM.
- starosta: Roman Petrus (ČSSD) | gesce: bezpečnost a veřejný pořádek, územní rozvoj, IT, hospodářská správa, sociální věci a národnostní menšiny
- místostarosta (neuvolněný): Matěj Fichtner (ANO) | gesce: audit, finance, organizační rozvoj Úřadu MČ Praha 8 [20]
- místostarosta: Petr Vilgus (SZ) | gesce: strategický rozvoj obce, místní agenda 21, bezmotorová doprava, památková péče
- místostarostka: Alena Borhyová (ANO) | gesce: sport, zdravotnictví a kultura (rezignovala 9/2016)[21][22]
  - místostarosta: Radomír Nepil (ANO) | gesce: správa a hospodaření s obecním majetkem svěřeným do správy MČ, bytový fond, zdravotnictví a kultura (od 12/2016)[23][24]
- radní: Radomír Nepil (ANO) | gesce: správa a hospodaření s obecním majetkem svěřeným do správy MČ
  - radní: Jana Solomonová (ANO) | gesce: sport, kultura (od 12/2016)[23]
- radní (neuvolněná): Dana Blahunková (SZ) | gesce: grantová řízení pro sport, mládež, veřejný prostor (rezignovala 3/2017)[25]
  - radní (neuvolněná): Hana Matoušová (SZ) | gesce: grantová řízení pro sport, mládež, veřejný prostor (od 5/2017)[26]
- radní: Anna Kroutil (ANO) | gesce: životní prostředí, vnější vztahy a turistický ruch, čerpání dotací
- radní: Karel Šašek (ČSSD) | gesce: doprava

- předseda kontrolního výboru: Vladislav Kopal (KSČM)

- předseda finančního výboru: Eliška Vejchodská (Zelení)

## Volební období 2018–2022 / Rada Ondřeje Grose
Menšinovou radu tvoří ODS, Spojené síly pro Prahu 8 (TOP 09 a STAN) a Patrioti pro Prahu 8. Její vznik umožnilo hnutí ANO.
- starosta: Ondřej Gros (ODS) | gesce: finance, životní prostředí, hospodářská správa, audit, (+IT od 4/2020)
- místostarosta: Tomáš Tatranský (TOP 09) | gesce: školství, evropské fondy, sociální intervence a prevence
- místostarostka: Vladimíra Ludková (ODS) | gesce: zdravotnictví a sociální služby
- místostarosta: Jiří Vítek (Patrioti pro Prahu 8) | gesce: krizové řízení, územní rozvoj, bezpečnost, sport, kultura a volný čas
- radní: Tomáš Hřebík (STAN) | gesce: organizace a společnosti MČ (mimo SOS a GC), kancelář architekta, strategický rozvoj
- radní: Tomáš Slabihoudek (TOP 09) | gesce: doprava, majetek (včetně bytů)
- radní: Michal Švarc (Patrioti pro Prahu 8) | gesce: památková péče, cestovní ruch a nemovitý kulturní majetek
- radní: Josef Slobodník (ODS) / gesce: IT (rezignoval 4/2020) [28][29][30]
  - radní (neuvolněný): Libor Paulus (ODS) | bez gesce, neuvolněný pro svoji funkci (od 12/2020) [31]

- předseda kontrolního výboru: Anna Kroutil (ANO)

- předseda finančního výboru: Martin Cibulka (ODS)
- předseda Výboru pro Novou Palmovku: Ondřej Gros (ODS)

## Volební období 2022–2026 / Rada Ondřeje Grose
Na koalici se domluvili ODS, ANO, Společně pro Prahu 8 (TOP09 a STAN) a Patrioti pro Prahu 8. Starostou je druhé volební období Ondřej Gros. Nová rada byla zvolena na ustanovujícím zasedání zastupitelstva městské části 2. 11. 2022.
- starosta: Ondřej Gros (ODS) / gesce finance, životní prostředí, audit, IT (od 5/2025 i hospodářská správa)
- místostarosta (neuvolněný): Radomír Nepil (ANO) / gesce: majetek, územní rozvoj a výstavba, fond rozvoje MČ, výstavba ZŠ na Roh. nábřeží
- místostarosta (neuvolněný): Matěj Fichtner (ANO) / gesce: školství, dotační projekty a čerpání dotací
- místostarosta (neuvolněný): Martin Cibulka (ODS) / gesce: hospod. správa, optimalizace chodu ÚMČ (rezignoval 3/2025) [34]
  - místostarosta: Josef Slobodník (ODS) / gesce: IT (od 5/2025)
- místostarostka: Vladimíra Ludková (ODS) / gesce: zdravotnictví a sociální služby
- místostarosta: Tomáš Hřebík (STAN) / gesce: strategický rozvoj, kancelář architekta, organizace zřízené MČ
- místostarosta: Jiří Vítek (Patrioti) / gesce: bezpečnost, grantová politika pro sport, sportovní investice
- radní: Tomáš Slabihoudek (TOP 09) / gesce: doprava
- radní: Jana Solomonová (ANO) / gesce: kultura, mládež a volný čas, sportovní akce a projekty, granty v oblasti kultury a volnočasových aktivit, vnější vztahy, památková péče, rodinná politika
- předseda kontrolního výboru: Martin Štěrba (Piráti)
- předseda finančního výboru: Bohumír Garlík (ANO)